# Freaks - Una di noi
Freaks - Una di noi  è un film nel 2020 diretto da  Felix Binder. 
Il film è una collaborazione tra Das Kleines Fernsehspiel di ZDF e la piattaforma di streaming Netflix. È uscito il 2 settembre 2020.

## Trama
Wendy lavora in una tavola calda e vive con suo marito e suo figlio in un sobborgo di una cittadina in Germania. Quando incontra il senzatetto Marek, la sua vita cambia: le consiglia di smettere di prendere le pillole che la sua psichiatra le prescrive a causa di un evento della sua infanzia, che ha provocato la morte del preside della scuola. Le dice anche la frase "Sei una di noi", confidandole di avere dei superpoteri; per dimostrarlo, salta da un ponte dell'autostrada e viene investito. La sera successiva Marek ritorna da lei illeso.
Dopo aver lasciato la tavola calda Wendy viene attaccata da alcuni teppisti. Sfrutta i suoi poteri e scaglia in aria gli aggressori per diversi metri, quindi usa le sue abilità e minaccia il suo capo per ottenere una promozione sul lavoro. 
Il suo collega Elmar, che ne è segretamente innamorato, la vede e quando grazie a Wendy scopre anch'egli di avere i superpoteri (nel suo caso relativi all'elettricità) si convince di appartenere ad uno stadio evolutivo superiore alla specie umana.
Insieme cercano di andare a fondo all'origine delle loro capacità e scoprono una cospirazione governativa, grazie all'aiuto di Marek: il governo tenta di rinchiudere le persone con abilità speciali e di tenerle separate dalla società.
Elmar si rivela quindi malvagio, utilizzando i propri poteri per spadroneggiare sugli umani, mentre Wendy e Marek vengono nuovamente rinchiusi nella clinica. Scappano ma durante la fuga Marek muore sacrificandosi per salvare Wendy. Riesce miracolosamente a fuggire e, quando Elmar minaccia di uccidere la sua famiglia, lei lo affronta. Scaraventandolo nella piscina, mentre lei scappa i agenti del governo recuperano il corpo di Elmar, riportandolo nella struttura. Lei invece si nasconde pianificando insieme ad altre persone con poteri scappate dalla clinica, di cercare altre persone con i poteri per far sapere loro la verità. 
In una scena dopo i titoli di coda il figlio di Wendy, fa alzare in aria dei bulli che lo tormentavano, grazie ai poteri telecinesi che ha ereditato dalla madre.